# Valladolid (Negros Ocidental)
Valladolid é um município de  quarta classe de renda municipal (d) na província Negros Ocidental, nas Filipinas. De acordo com o censo de 1 de maio  de  2020 possui uma população de 39 996 pessoas e 10 121 domicílios.